# Johann Karl Bähr
Pour les articles homonymes, voir Bähr.
Johann Karl Bähr (né le 18 août 1801 à Riga, mort à Dresde le 29 septembre 1869) est un peintre et un écrivain allemand.

## Biographie
Né à Riga en gouvernement de Livonie, il étudie à Dresde. Il complète sa formation en visitant l'Italie entre 1827 et 1829. Il se marie à Dresde où il s'installe en 1832. Il y est nommé professeur en 1840.
Une importante collection de ses antiquités médiévales a été acquise par le British Museum en 1852.

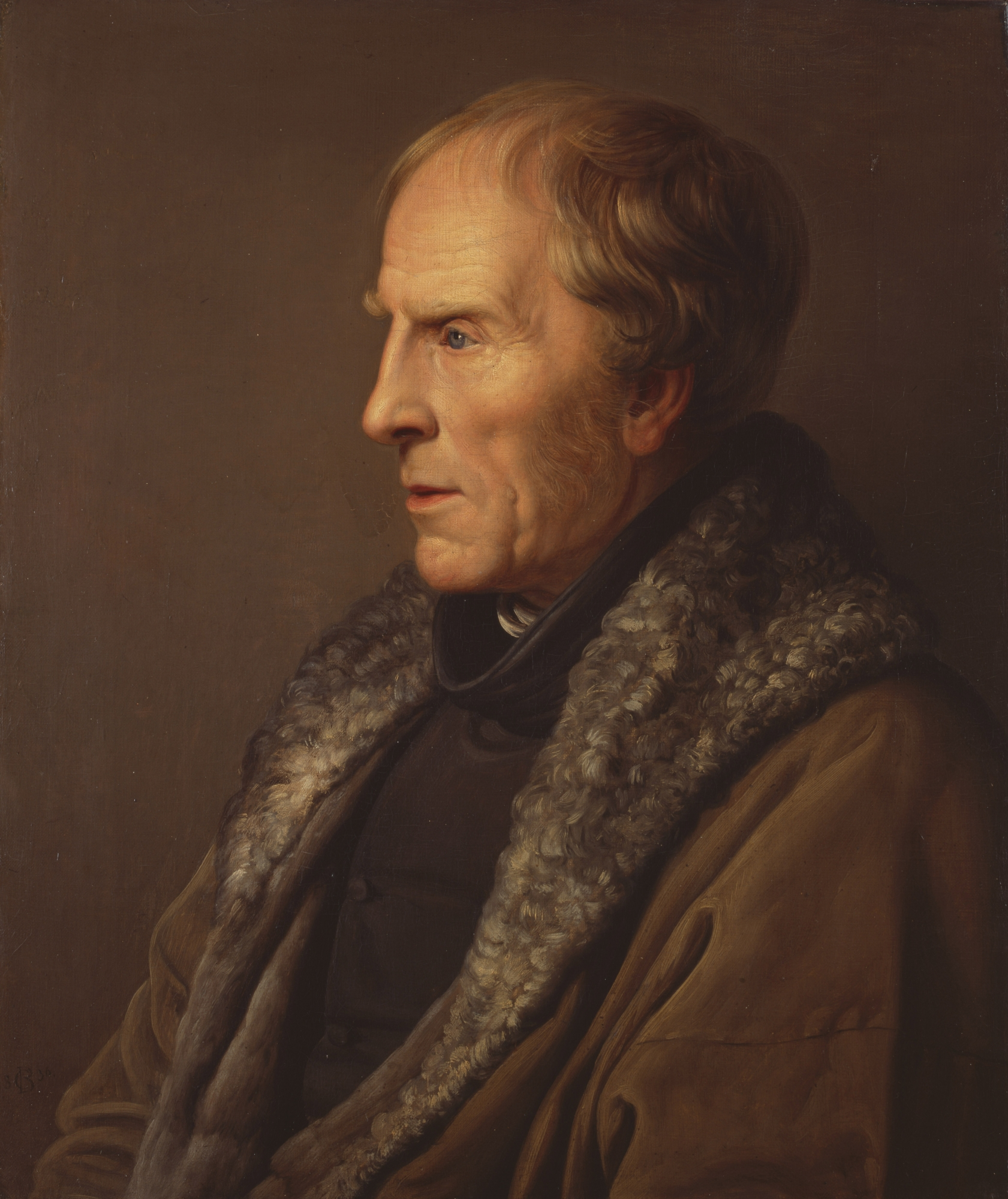
Portrait de Caspar David Friedrich (1836)
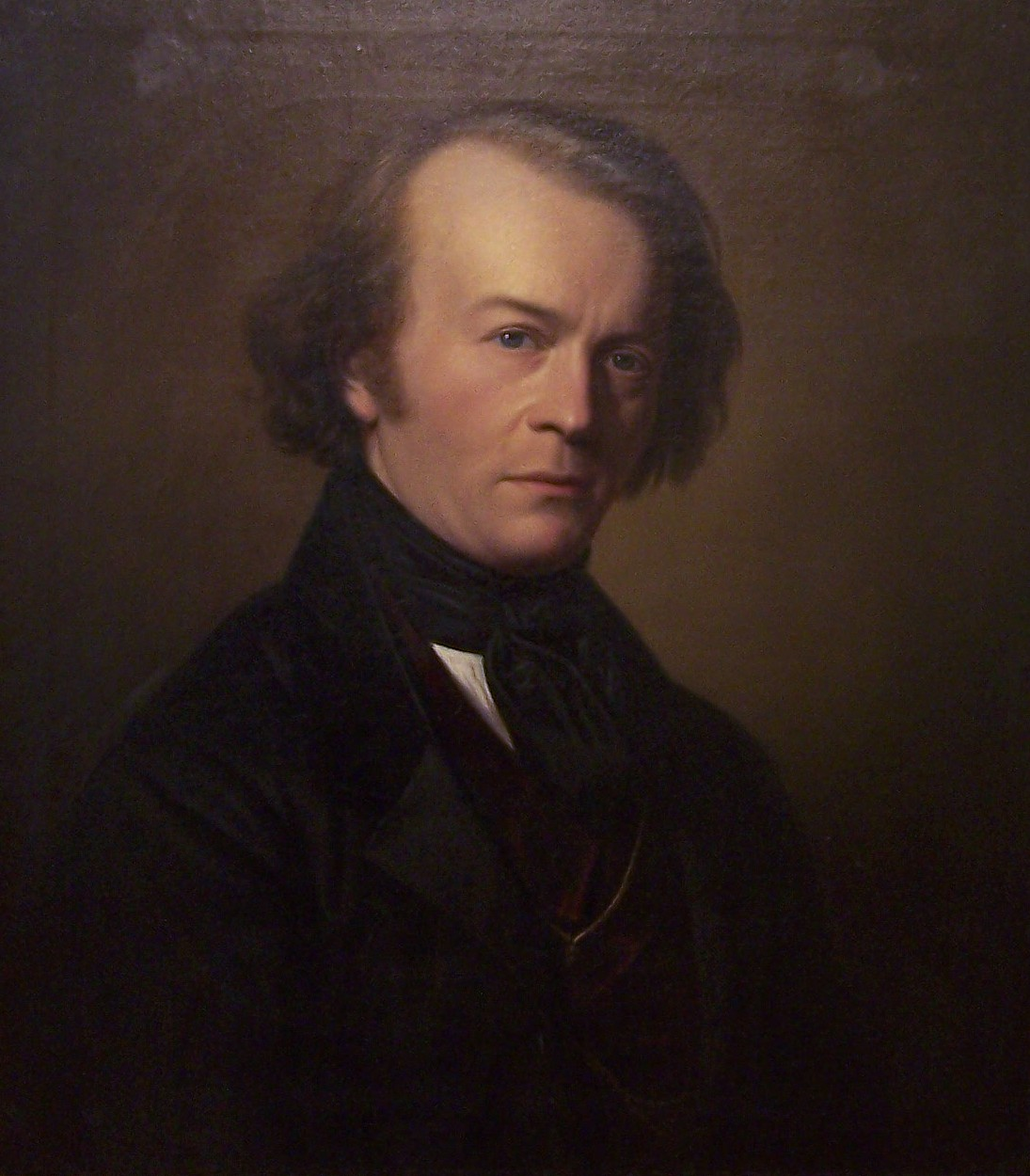
Portrait de Ernst Ferdinand Oehme
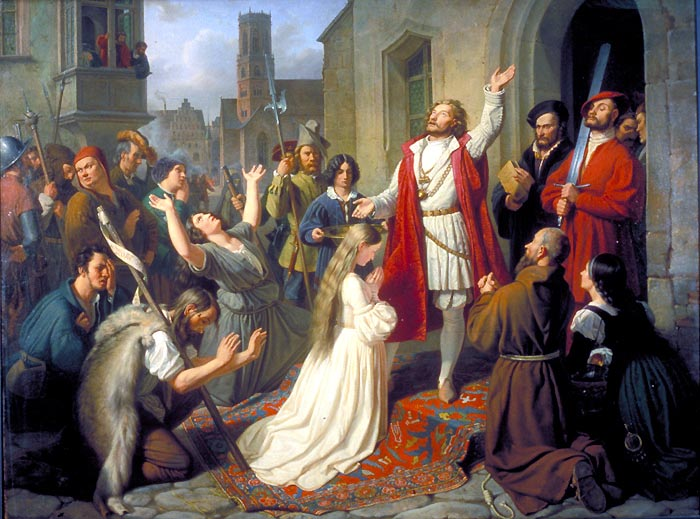
(1840)